# Pablo Jury
Pablo Jury Gadon  (Líbano, 1870 -  Santiago de Chile, 1959) fue un sacerdote y misionero ortodoxo de origen árabe cristiano, primer pope del patriarcado de Antioquía y de todo el cristianismo ortodoxo en Chile.

## Historia
Pablo Jury nació en el Mutasarrifato del Monte Líbano (actual Líbano) en 1870, cuando esos territorios se encontraban bajo dominio del Imperio otomano. En 1910, emigró a Chile desde Siria, donde comenzó su misión evangelizadora de las tradiciones de la cristiandad oriental en ese país, estableciéndose en Santiago, la capital nacional y ciudad más poblada. Allí residía una comunidad de inmigrantes árabes que profesaban el cristianismo ortodoxo, pero que no contaban con un sacerdote, por lo que ofició la primera Divina Liturgia en Chile y demás actividades propias del clero. En 1912, fundó el periódico Al-Murchid (El Guía en español), considerado el primer periódico en lengua árabe de Chile. Desde allí se dedicó en preservar la cultura árabe a través de la prensa, como también a apoyar mediante el mecenazgo a escritores de la lengua y cultura árabe en Chile, como Bendedicto Chuaqui.En su labor misionera, también prestó servicios religiosos a la comunidad ortodoxa rusa de Buenos Aires, en Argentina.
Entre 1934 y 1937, fungió como primer Rector de la Iglesia de la Santísima Virgen de Kazán, comunidad que se fusionó con la Iglesia de la Santísima Trinidad y actualmente conforman la Iglesia ortodoxa rusa de la Santísima Trinidad y Santísima Virgen de Kazán, cuyo templo está ubicado en la comuna de Ñuñoa.
En lo que respecta a su vida personal, contrajo matrimonio con Ema Haddad con quien tuvo dos hijos, María Liza y Amado Pablo.